# Cissus tiliifolia
Cissus tiliifolia är en vinväxtart som beskrevs av Jules Émile Planchon. Cissus tiliifolia ingår i släktet Cissus och familjen vinväxter. Inga underarter finns listade i Catalogue of Life.